# Чрна-на-Корошкем (община)
Община Чрна-на-Корошкем (словен. Občina Črna na Koroškem) — одна з общин в північній Словенії. Адміністративним центром є місто Чрна-на-Корошкем. У своєму розвитку община славилась сталевиробництвом. Має давню традицію зимових видів спорту.

## Населення
У 2010 році в общині проживало 3586 осіб, 1826 чоловіків і 1760 жінок. Чисельність економічно активного населення (за місцем проживання), 1276 осіб. Середня щомісячна чиста заробітна плата одного працівника (EUR), 948,59 (в середньому по Словенії 966.62). Приблизно кожен другий житель у громаді має автомобіль (45 автомобілів на 100 жителів). Середній вік жителів склав 43,1 роки (в середньому по Словенії 41.6).